# On the Lot
On the Lot é uma série de televisão estadunidense com formato de reality show, apresentado pela FOX e produzido por Steven Spielberg e Mark Burnett.
Os participantes são cineastas amadores que concorrem ao prémio de um milhão de dólares e à oportunidade de dirigir um filme nos estúdios DreamWorks de Steven Spielberg.
A série é apresentada no Brasil pela TV a cabo People & Arts.